# 台場フロンティアビル
台場フロンティアビル（だいばフロンティアビル）は、東京臨海副都心の一角、東京都港区台場の台場G区画にある超高層ビルである。有明フロンティアビル、青海フロンティアビルとともに東京臨海副都心建設により建設され、1995年10月に竣工した。ビル上部の北西側には入居企業であるユーシーカードのロゴマークが掲げられている。

## 概要
第7番目の副都心と都が位置付け開発事業化計画を策定した臨海副都心地区において、都を中心とする第三セクターの東京臨海副都心建設が民間開発を牽引する先導的施設として先行整備し、開発の核となる最先端のオフィスビルのモデルとして建設した3棟のビルのうちの1棟である。
建物は開発のシンボルとなるタワーとして建設が進められ、低層部は1、2階にエントランスホール、ロビー、店舗を配置。高層部は3、4階はテナント用電算機室対応とし、5階から20階を一般事務室とした。21階は2層吹き抜けのある展望レストランが入ることを想定し設計されている。屋上には周辺環境への影響を考慮し、全ての地域冷暖房施設用冷却塔が配置されたほか、最上部にヘリコプター緊急救助スペースも設けた。
オフィス基準階の平面形態は、構造および設備計画上バランスが良く、フレキシビリティの高い事務スペースを提供することが可能なリニアコアを採用し、4分割対応を可能とした。
2004年1月時点での入居率は100%であった。

## 管理運営
1998年にフロンティアビル3棟の運営は東京テレポートセンターに委託されたが、過大投資による経営悪化から東京臨海副都心建設は2006年5月に倒産。民事再生処理として同社は竹芝地域開発とともに、2007年4月に東京テレポートセンターに吸収合併された。

## 入居企業等
ユーシーカード、東京臨海高速鉄道が本社を構えている。
なお、1996年10月に霞が関ビルディングから昭和シェル石油が本社を当ビルへ移転し、出光興産との経営統合を経て、2020年12月にOtemachi Oneタワーへ移転するまで台場オフィスが置かれていた。また1階にはシェルやフェラーリのグッズの展示・販売、カフェを併設したシェルミュージアムが開設されていたが、移転に先立ち2020年11月に閉館している。翌2021年5月には入居以来、外壁の北東側上部に掲示されていたシェルのロゴマークが撤去された。

## 交通
- 新交通ゆりかもめお台場海浜公園駅、りんかい線東京テレポート駅が最寄りとなる。
- 最寄りのお台場海浜公園駅前停留所からは都営バス、kmモビリティサービスの路線バスが利用できる。